# Rio Taimir
O Taimir é um rio de cerca de 640 km de extensão que corre na península de Taimir, na região administrativa russa do Krai de Krasnoiarsk. O Alto Taimir corre para o lago Taimir, de onde nasce o Baixo Taimir, que deságua no mar de Kara. O estuário do rio no mar de Kara chama-se golfo de Taimir, a leste de uma ilha homônima.